# 1742 au théâtre
| Années du théâtre : 1739 - 1740 - 1741 - 1742 - 1743 - 1744 - 1745    |
| Décennies du théâtre : 1710 - 1720 - 1730 - 1740 - 1750 - 1760 - 1770 |

## Naissances
- 30 mars : Louis-François Archambault, dit Dorvigny, romancier, dramaturge et acteur comique français, mort le 5 janvier 1812.
- Date précise inconnue :
  - Miles Peter Andrews : homme d'affaires, homme politique et dramaturge britannique, mort le 18 juillet 1814.

## Décès
- 28 janvier : Marie-Anne Barbier, dramaturge française, baptisée le 21 janvier 1664.
- 11 mai : Jean-Antoine Romagnesi, acteur et auteur dramatique français, né en 1690.
- 31 octobre : Ki no Kaion, écrivain japonais, auteur de pièces pour le théâtre de bunraku Toyotake-za à Osaka, né en 1663.
- Date précise non connue :
  - L'abbé de La Marre, homme de lettres français et librettiste, né en 1708.